# Алберт Сарканис
Алберт Сарканис е латвийски дипломат и учен.
- Посланик в Полша, и за България от 2006 до 2009 година.
- Посланик в Република Полша (2004)
- Посланик в Суверенния Малтийски орден (от април 2004)
- Посланик към Светия престол (от май 2003)
- Посланик в Република Финландия (1998–2000)

Доктор на хуманитарните науки по балтийски езици (1993) и доктор по филология от Латвийския университет (1994). Научен сътрудник в Латвийската академия на науките.